# Шайба (хокей на лед)
Хокейна шайба е пластмасов или гумен диск, използван при игра на хокей на лед, който състезателите удрят със специални стикове.
Хокейната шайба се изработва от пластмаса или вулканизирана гума, като цвета ѝ е основно черен, но може да бъде и оранжев (утежнен вариант), син (олекотен – тренировъчен) и бял (за тренировка на вратари). Размера на шайбата, според правилата на СФХЛ: дебелина 2,54 cm, диаметър 7,62 cm, тегло 105—185 грама. Шайбата се замразява дълбоко няколко часа преди игра, за се намали съпротивлинието ѝ по ледената пързалка до минимум.
По време на игра, изстреляната със стик шайба достига много висока скорост (до около 160 km/h), и затова е опасна за другите състезатели и публиката. Затова хокеистите имат специални телени маски, а публиката е оградена от прозрачна преграда. Случвало се е зрители да пострадат от удар по време на състезание.